# Microgaster caris
Microgaster caris är en stekelart som beskrevs av Nixon 1968. Microgaster caris ingår i släktet Microgaster och familjen bracksteklar. Inga underarter finns listade i Catalogue of Life.